# 田町 (三島市)
田町（たまち）は静岡県三島市の俗称地名。

## 概要
君沢郡田町（1889年に消滅）または三島田町駅を根拠とした俗称地名である。北田町、中田町、南田町の三地区を概ね指す。三島市の中心市街地に位置し、北田町に三島市役所が立地している。
地区内を静岡県道143号三島田町停車場線が通っている。

## 施設
- 三島市役所
- 三島市消防本部
- 三島郵便局
- 佐野美術館
- イトーヨーカドー三島店
- スーパーカドイケ三島田町店
- 誓願寺
- 福聚院
- 楊原神社